# Гейнер Мора
Гейнер Мора (ісп. Heiner Mora, нар. 20 червня 1984, Гвасімо) — костариканський футболіст, захисник клубу «Сапрісса» та національної збірної Коста-Рики.

## Клубна кар'єра
Народився 20 червня 1984 року в місті Гвасімо. Вихованець юнацьких команд футбольних клубів «Ередіано» та «Сантос де Гвапілес».
У дорослому футболі дебютував 2005 року виступами за команду клубу «Сантос де Гвапілес», в якій провів два сезони, взявши участь у 43 матчах чемпіонату. Більшість часу, проведеного у складі «Сантос де Гвапілес», був основним гравцем захисту команди.
Згодом з 2007 по 2011 рік грав у складі команд клубів «Брухас» та «Універсідад де Коста-Рика».
Протягом 2011—2014 років захищав кольори клубів «Сантос де Гвапілес», «Сапрісса», «Генефосс» та «Белень».
До складу свого поточного клубу «Сапрісса» удруге за кар'єру приєднався 2014 року.

## Виступи за збірну
2010 року дебютував в офіційних матчах у складі національної збірної Коста-Рики. Наразі провів у формі головної команди країни 21 матч, забивши 1 гол.
У складі збірної був учасником розіграшу Кубка Америки 2011 року в Аргентині та розіграшу Золотого кубка КОНКАКАФ 2011 року у США.
31 травня 2014 року був включений до заявки збірної для участі у тогорічному чемпіонаті світу у Бразилії. Проте напередодні турніру був травмований та замінений у заявці Давідом Майрі.